# Ingegneria del legno
L'ingegneria del legno è un ramo della ingegneria civile relativo alla progettazione strutturale di opere in legno. Nelle Università italiane è di recente istituzione l'offerta di corsi specialistici sulle costruzioni di legno, nell'ambito della lauree magistrali (Università dell'Aquila, Bolzano,  Firenze,  Milano e Trento).
Fino ai primi anni '70 gli ingegneri civili non ricevevano pressoché alcuna formazione universitaria sulla tecnica delle costruzioni in legno, anche per il fatto che le normative tecniche italiane non trattavano, né contemplavano l'utilizzo del legno come materiale strutturale.
La costituzione in Italia, specialmente in Alto Adige, di stabilimenti di prefabbricazione di elementi strutturali in legno lamellare di grandi dimensioni ha spinto l'impiego del legno per opere di grande importanza statica. Gli uffici tecnici di queste aziende si sono dotate di un proprio staff interno, spesso di formazione nord europea (Austria e Germania) che fornivano supporto ai progettisti per il dimensionamento statico ed i progetti esecutivi.
L'avvento di elementi prefabbricati a pannelli di grandi dimensioni (Xlam, pannelli incollati a tavole incrociate) ha esteso l'impiego del legno strutturale ad interi edifici civili, scolastici, commerciali anche pluripiano.
Tra le più significative opere in legno strutturale vi sono il Parco della Musica - Auditorium di Roma dell'Arch. Piano , il Polo universitario di Monserrato (CA) , la Stazione autostradale Villoresi Est a Lainate. Di recente realizzazione a Pesaro è l'hotel Nautilus, di 7 piani e 28 metri di altezza; è il più alto d'Europa costruito interamente in pannelli di legno xlam.